# Fannar Hafsteinsson
Fannar Hafsteinsson (Akureyri, 1995. június 30. –) izlandi korosztályos válogatott labdarúgó, aki jelenleg a KA játékosa.

## Válogatott
Az izlandi U17-es válogatott tagjaként részt vett a 2012-es U17-es  Európa-bajnokságon.